# A-League 2013/2014
A-League 2013/2014 var 2013/14 års säsong av A-League som bestod av 10 lag. Detta var den nionde säsongen med A-League som den gemensamma proffsligan i fotboll för Australien och Nya Zeeland. Både grundserien och slutspelet vanns av Brisbane Roar.

## Lag, städer och arenor
| Lag                      | Delstat           | Ort        | Arena                 | Kapacitet |
| ------------------------ | ----------------- | ---------- | --------------------- | --------- |
| Adelaide United          | South Australia   | Adelaide   | Coopers Stadium       | 17 000    |
| Brisbane Roar            | Queensland        | Brisbane   | Suncorp Stadium       | 52 500    |
| Central Coast Mariners   | New South Wales   | Gosford    | Central Coast Stadium | 20 119    |
| Melbourne Heart          | Victoria          | Melbourne  | AAMI Park             | 30 050    |
| Melbourne Victory        | Victoria          | Melbourne  | AAMI Park             | 30 050    |
| Melbourne Victory        | Victoria          | Melbourne  | Etihad Stadium        | 56 347    |
| Newcastle United Jets    | New South Wales   | Newcastle  | Hunter Stadium        | 33 000    |
| Perth Glory              | Western Australia | Perth      | NIB Stadium           | 20 500    |
| Sydney                   | New South Wales   | Sydney     | Allianz Stadium       | 45 500    |
| Wellington Phoenix       | i.u.              | Wellington | Westpac Stadium       | 36 000    |
| Western Sydney Wanderers | New South Wales   | Sydney     | Pirtek Stadium        | 21 487    |

## Grundserien

### Poängtabell
| Nr | Lag                         | S  | V  | O | F  | GM | IM | MS  | P  |
| -- | --------------------------- | -- | -- | - | -- | -- | -- | --- | -- |
| 1  | Brisbane Roar               | 27 | 16 | 4 | 7  | 43 | 25 | +18 | 52 |
| 2  | Western Sydney Wanderers    | 27 | 11 | 9 | 7  | 34 | 29 | +5  | 42 |
| 3  | Central Coast Mariners (RM) | 27 | 12 | 6 | 9  | 33 | 36 | −3  | 42 |
| 4  | Melbourne Victory           | 27 | 11 | 8 | 8  | 42 | 43 | −1  | 41 |
| 5  | Sydney                      | 27 | 12 | 3 | 12 | 40 | 38 | +2  | 39 |
| 6  | Adelaide United             | 27 | 10 | 8 | 9  | 45 | 36 | +9  | 38 |
| 7  | Newcastle United Jets       | 27 | 10 | 6 | 11 | 34 | 34 | 0   | 36 |
| 8  | Perth Glory                 | 27 | 7  | 7 | 13 | 28 | 37 | −9  | 28 |
| 9  | Wellington Phoenix          | 27 | 7  | 7 | 13 | 36 | 51 | −15 | 28 |
| 10 | Melbourne Heart             | 27 | 6  | 8 | 13 | 36 | 52 | −16 | 26 |

### Resultattabell
| Hemma \ Borta            | ADE | BRI | CCM | MHT | MVC | NEW | PER | SYD | WEL | WSW | ADE | BRI | CCM | MHT | MVC | NEW | PER | SYD | WEL | WSW |
| ------------------------ | --- | --- | --- | --- | --- | --- | --- | --- | --- | --- | --- | --- | --- | --- | --- | --- | --- | --- | --- | --- |
| Adelaide United          |     | 1–2 | 4–0 | 2–0 | 2–2 | 1–2 | 3–1 | 2–2 | 5–1 | 1–0 |     |     | 2–0 | 2–2 |     | 1–0 |     | 3–1 |     |     |
| Brisbane Roar            | 1–2 |     | 2–1 | 3–0 | 1–0 | 0–2 | 1–0 | 4–0 | 2–1 | 3–1 | 2–1 |     | 0–2 | 2–1 |     | 0–1 | 3–1 |     |     |     |
| Central Coast Mariners   | 1–0 | 0–1 |     | 0–0 | 0–0 | 3–0 | 2–1 | 1–0 | 1–0 | 1–1 |     |     |     |     | 1–3 | 3–1 |     | 2–1 | 1–4 | 2–1 |
| Melbourne Heart          | 3–3 | 1–0 | 2–2 |     | 1–3 | 3–1 | 2–1 | 0–2 | 0–1 | 0–1 |     |     | 1–2 |     |     | 0–2 |     | 2–1 | 2–2 | 2–3 |
| Melbourne Victory        | 3–0 | 1–0 | 3–1 | 0–0 |     | 1–2 | 2–0 | 0–5 | 3–2 | 1–1 | 4–3 | 0–3 |     |     |     |     |     | 1–1 |     | 3–1 |
| Newcastle United Jets    | 2–0 | 2–1 | 2–2 | 3–1 | 1–1 |     | 0–0 | 0–2 | 2–3 | 0–1 |     |     |     | 1–0 | 2–2 |     | 0–1 |     | 5–0 | 2–2 |
| Perth Glory              | 1–1 | 0–0 | 1–2 | 1–0 | 1–1 | 2–1 |     | 1–0 | 4–2 | 0–2 | 0–0 |     | 3–1 | 3–0 | 1–2 |     |     |     |     |     |
| Sydney                   | 0–3 | 2–5 | 0–1 | 2–1 | 3–2 | 2–0 | 2–1 |     | 2–1 | 0–2 |     | 1–1 |     |     |     | 2–0 | 2–1 |     | 4–1 | 3–1 |
| Wellington Phoenix       | 2–1 | 1–2 | 1–1 | 0–5 | 5–0 | 0–0 | 1–1 | 1–0 |     | 0–0 | 0–1 | 1–2 |     |     | 1–4 |     | 1–1 |     |     |     |
| Western Sydney Wanderers | 2–1 | 1–1 | 2–0 | 1–1 | 1–0 | 0–2 | 3–1 | 1–0 | 1–1 |     | 0–0 | 1–1 |     |     |     |     | 3–0 |     | 1–3 |     |

## Slutspel

### Slutspelsträd
|  | Kvartsfinaler              | Kvartsfinaler              |                          |   | Semifinaler | Semifinaler |  |  | Grand Final | Grand Final |
|  |                            |                            |                          |   |             |             |  |  |             |             |
|  |                            |                            |                          |   |             |             |  |  |             |             |
|  |                            |                            |                          |   |             |             |  |  |             |             |
|  |                            |                            |                          |   |             |             |  |  |             |             |
|  |                            |                            |                          |   |             |             |  |  |             |             |
|  |                            |                            |                          |   |             |             |  |  |             |             |
|  | 1 Brisbane Roar            | 1                          |                          |   |             |             |  |  |             |             |
|  | 1 Brisbane Roar            | 1                          |                          |   |             |             |  |  |             |             |
|  |                            |                            | 4 Melbourne Victory      | 0 |             |             |  |  |             |             |
|  | 4 Melbourne Victory        | 2                          | 4 Melbourne Victory      | 0 |             |             |  |  |             |             |
|  | 4 Melbourne Victory        | 2                          |                          |   |             |             |  |  |             |             |
|  | 5 Sydney                   | 1                          |                          |   |             |             |  |  |             |             |
|  | 5 Sydney                   | 1                          | 1 Brisbane Roar (e.f.)   | 2 |             |             |  |  |             |             |
|  |                            |                            | 1 Brisbane Roar (e.f.)   | 2 |             |             |  |  |             |             |
|  |                            | 2 Western Sydney Wanderers | 0                        |   |             |             |  |  |             |             |
|  |                            | 2 Western Sydney Wanderers | 0                        |   |             |             |  |  |             |             |
|  |                            |                            |                          |   |             |             |  |  |             |             |
|  |                            |                            |                          |   |             |             |  |  |             |             |
|  | 2 Western Sydney Wanderers | 2                          |                          |   |             |             |  |  |             |             |
|  | 2 Western Sydney Wanderers | 2                          |                          |   |             |             |  |  |             |             |
|  |                            |                            | 3 Central Coast Mariners | 0 |             |             |  |  |             |             |
|  | 3 Central Coast Mariners   | 1                          | 3 Central Coast Mariners | 0 |             |             |  |  |             |             |
|  | 3 Central Coast Mariners   | 1                          |                          |   |             |             |  |  |             |             |
|  | 6 Adelaide United          | 0                          |                          |   |             |             |  |  |             |             |
|  | 6 Adelaide United          | 0                          |                          |   |             |             |  |  |             |             |

### Kvartsfinaler
|              | 18 april 2014 | Melbourne Victory                           | 2 – 1           | Sydney              | Etihad Stadium                               |                                              |
| 19:30 UTC+10 | 19:30 UTC+10  | Archie Thompson 19′ Guilherme Finkler 90+2′ | (1 – 1) Rapport | 34′ Sebastian Ryall | Melbourne Publik: 20 802 Domare: Peter Green | Melbourne Publik: 20 802 Domare: Peter Green |
| 19:30 UTC+10 | 19:30 UTC+10  |                                             |                 |                     | Melbourne Publik: 20 802 Domare: Peter Green | Melbourne Publik: 20 802 Domare: Peter Green |
| 19:30 UTC+10 | 19:30 UTC+10  |                                             |                 |                     | Melbourne Publik: 20 802 Domare: Peter Green | Melbourne Publik: 20 802 Domare: Peter Green |

|              | 19 april 2014 | Central Coast Mariners | 1 – 0           | Adelaide United | Central Coast Stadium                      |                                            |
| 16:30 UTC+10 | 16:30 UTC+10  | Bernie Ibini-Isei 67′  | (0 – 0) Rapport |                 | Gosford Publik: 9 045 Domare: Ben Williams | Gosford Publik: 9 045 Domare: Ben Williams |
| 16:30 UTC+10 | 16:30 UTC+10  |                        |                 |                 | Gosford Publik: 9 045 Domare: Ben Williams | Gosford Publik: 9 045 Domare: Ben Williams |
| 16:30 UTC+10 | 16:30 UTC+10  |                        |                 |                 | Gosford Publik: 9 045 Domare: Ben Williams | Gosford Publik: 9 045 Domare: Ben Williams |

### Semifinaler
|              | 26 april 2014 | Western Sydney Wanderers | 2 – 0           | Central Coast Mariners | Pirtek Stadium                                         |                                                        |
| 18:30 UTC+10 | 18:30 UTC+10  |                          | (1 – 0) Rapport |                        | Parramatta Publik: 19 216 Domare: Kris Griffiths-Jones | Parramatta Publik: 19 216 Domare: Kris Griffiths-Jones |
| 18:30 UTC+10 | 18:30 UTC+10  |                          |                 |                        | Parramatta Publik: 19 216 Domare: Kris Griffiths-Jones | Parramatta Publik: 19 216 Domare: Kris Griffiths-Jones |
| 18:30 UTC+10 | 18:30 UTC+10  |                          |                 |                        | Parramatta Publik: 19 216 Domare: Kris Griffiths-Jones | Parramatta Publik: 19 216 Domare: Kris Griffiths-Jones |

|              | 27 april 2014 | Brisbane Roar      | 1 – 0           | Melbourne Victory | Suncorp Stadium                                  |                                                  |
| 17:00 UTC+10 | 17:00 UTC+10  | Besart Berisha 58′ | (0 – 0) Rapport |                   | Brisbane Publik: 28 350 Domare: Strebre Delovski | Brisbane Publik: 28 350 Domare: Strebre Delovski |
| 17:00 UTC+10 | 17:00 UTC+10  |                    |                 |                   | Brisbane Publik: 28 350 Domare: Strebre Delovski | Brisbane Publik: 28 350 Domare: Strebre Delovski |
| 17:00 UTC+10 | 17:00 UTC+10  |                    |                 |                   | Brisbane Publik: 28 350 Domare: Strebre Delovski | Brisbane Publik: 28 350 Domare: Strebre Delovski |

### Grand Final
|              | 4 maj 2014   | Brisbane Roar                                  | 0000 2 – 1 (e.fl.) | Western Sydney Wanderers | Suncorp Stadium                                         |                                                         |
| 16:00 UTC+10 | 16:00 UTC+10 | Besart Berisha 86′ Henrique Andrade Silva 108′ | (0 – 0) Rapport    | 56′ Matthew Spiranovic   | Brisbane, Queensland Publik: 51 153 Domare: Peter Green | Brisbane, Queensland Publik: 51 153 Domare: Peter Green |
| 16:00 UTC+10 | 16:00 UTC+10 |                                                |                    |                          | Brisbane, Queensland Publik: 51 153 Domare: Peter Green | Brisbane, Queensland Publik: 51 153 Domare: Peter Green |
| 16:00 UTC+10 | 16:00 UTC+10 |                                                |                    |                          | Brisbane, Queensland Publik: 51 153 Domare: Peter Green | Brisbane, Queensland Publik: 51 153 Domare: Peter Green |

## Statistik

### Skytteligan
| Rank | Spelare                  | Lag                   | Mål |
| ---- | ------------------------ | --------------------- | --- |
| 1    | Adam Taggart             | Newcastle United Jets | 16  |
| 2    | Besart Berisha           | Brisbane Roar         | 13  |
| 3    | James Troisi             | Melbourne Victory     | 12  |
| 3    | David Williams           | Melbourne City        | 12  |
| 5    | Alessandro Del Piero     | Sydney                | 10  |
| 5    | Stein Huysegems          | Wellington Phoenix    | 10  |
| 7    | Fábio Ferreira           | Adelaide United       | 9   |
| 7    | Guilherme Finkler        | Melbourne Victory     | 9   |
| 7    | Jerónimo Morales Neumann | Adelaide United       | 9   |
| 7    | Archie Thompson          | Melbourne Victory     | 9   |

### Publiksiffror
Tabellen nedan listar de 5 högsta publiksiffrorna under säsongen.
| Publiksiffra | Omgång | Datum           | Hemmalag          | Resultat   | Bortalag                 |
| ------------ | ------ | --------------- | ----------------- | ---------- | ------------------------ |
| 51 513       | GF     | 4 maj 2014      | Brisbane Roar     | 2–1 (e.f.) | Western Sydney Wanderers |
| 45 202       | 1      | 12 oktober 2013 | Melbourne Victory | 0–0        | Melbourne Heart          |
| 40 388       | 3      | 26 oktober 2013 | Sydney            | 0–2        | Western Sydney Wanderers |
| 40 285       | 22     | 8 mars 2014     | Sydney            | 3–1        | Western Sydney Wanderers |
| 28 350       | SF     | 27 april 2014   | Brisbane Roar     | 1–0        | Melbourne Victory        |